# Morlaix
Morlaix (in bretone: Montroulez) è un comune francese di 16 666 abitanti situato nel dipartimento del Finistère nella regione della Bretagna.

## Geografia fisica
Il centro della città sorge a poca distanza dalle coste della baia di Morlaix.

## Società

### Evoluzione demografica
Abitanti censiti

## Amministrazione

### Gemellaggi
- Würselen, dal 1976
- Truro, dal 1979
- Réo, dal 1991
- Chełm
- Cividate Camuno